# Криміналістичний облік
Криміналістичний облік — науково обґрунтована система реєстрації певних об'єктів та їх ідентифікаційних ознак для розкриття злочинів. Його наукову основу становлять індивідуальність відповідних об'єктів, їх відносна стійкість і здатність до ідентифікації. Початок формування криміналістичної реєстрації на строго науковій основі було покладено наприкінці XIX століття впровадженням антропометричного (А. Бертільон, 1882 рік) і дактилоскопічного (В. Гершель, Г. Фулдс, Ф. Гальтон, 1887—1891 рр.) способів реєстрації злочинців.
К. о. ведеться у вигляді картотек, колекцій, магнітних записів, автоматизованих пошукових систем тощо. Здійснюється органами МВС України в централізованому порядку і на місцях. У централізованому порядку ведуться обліки:
- оперативно-довідкові (за прізвищами і дактилоскопічними картками),
- операт.-розшукові (осіб, що пропали безвісти);
- невпізнаних трупів,
- крадених і вилучених речей тощо і
- спеціальні обліки:
  - куль, гільз і набоїв зі слідами зброї,
  - картотека підробних документів, виготовлених поліграфічним способом,
  - картотека підробних грошей тощо.

На рівні місцевих К. о. ведуться картотеки фотознімків слідів рук, вилучених з місць нерозкритих злочинів (слідотеки), дактилотеки, кулегільзотеки, колекції слідів знарядь злочину тощо. Довідки органів К. о., додані до справи, використовуються як докази у криміналістичному судочинстві (ст. 65 Кримінально-процесуального кодексу України).
Раціональне використання криміналістично значимої інформації, з урахуванням її обсягу та різноманіття, можливе тільки в рамках інформаційно-пошукової системи, що забезпечує накопичення, обробку, зберігання і пошук такої інформації. Її прийнято називати криміналістичною реєстрацією, під якою розуміють як певну систему матеріальних об'єктів (колекції, картотеки, бази даних, інші сховища інформації), так і практичну реєстраційну діяльність.